# Arcidiocesi di Seleucia-Ctesifonte
L'arcidiocesi di Seleucia-Ctesifonte è un'antica sede metropolitana della Chiesa d'Oriente, attestata sin dal III secolo. Fu la sede propria dei patriarchi della Chiesa persiana, fino al trasferimento della sede a Baghdad (città situata circa 30 km a nord) nell'VIII secolo. Nei testi siriaci la doppia città era normalmente indicata con il nome di Seleucia-Ctesifonte oppure come Mahoze (“capitali”), Mahoza Rabba (“la grande capitale”) o Mdinatha d'Beth Aramaye (“le città di Beth Aramaye”). Dopo la conquista araba, le città sono spesso chiamate con il loro nome in arabo di al-Mada'in, “le due città”.

## Storia

### Fondazione
Sede suffraganea del Patriarcato di Antiochia, la diocesi di Seleucia-Ctesifonte, all'epoca capitale dell'Impero persiano, ebbe pari dignità con le altre diocesi situate in Mesopotamia.

La tradizione riconosce in San Mari, discepolo di Taddeo di Edessa, uno dei Settanta discepoli di Gesù, il fondatore della prima comunità cristiana a Ctesifonte. Dopo aver fondato la diocesi di Kaskar, la prima diocesi in Mesopotamia,
egli fondò la chiesa a Kokhe, un sobborgo di Ctesifonte. 
Secondo il dato storico, invece la fondazione della diocesi di Seleucia-Ctesifonte è relativamente tardiva (III secolo), a causa dell'ostilità del governo sasanide ad una manifesta presenza cristiana nella capitale dell'impero dei Parti. I riferimenti ai vescovi di Seleucia-Ctesifonte nel periodo partico sono chiaramente anacronistici, e molti dei primi vescovi del periodo sasanide mancano ugualmente di genuinità storica.
La fondazione avvenne come segue: nell'anno 280 circa due vescovi del Patriarcato di Antiochia, in visita in Mesopotamia, consacrarono Papa bar Aggai come vescovo di Seleucia-Ctesifonte. Papa bar Aggai fu il primo arcivescovo storicamente certo della città. In un sinodo celebrato nella capitale agli inizi del IV secolo Papa bar Aggai riuscì ad imporre la supremazia della sede episcopale di Seleucia-Ctesifonte sulle altre diocesi dell'impero.
Il secondo concilio ecumenico della cristianità, tenutosi a Costantinopoli nel 381, confermò l'autorità del Patriarca di Antiochia sulle diocesi situate nei territori dell'Impero persiano (canone II).

### Elevazione al rango di sede metropolitana
Nel corso del V secolo, attraverso un processo lungo e delicato, la diocesi di Seleucia-Ctesifonte diventò la sede metropolitana della provincia di Beth Aramaye. Nel 410, al Concilio di Seleucia-Ctesifonte, presieduto da Mar Isacco, arcivescovo di Seleucia-Ctesifonte, egli venne riconosciuto come “gran metropolitano e capo di tutti i vescovi”; inoltre il concilio organizzò per la prima volta la Chiesa d'Oriente in province ecclesiastiche. In quell'occasione, le diocesi del Beth Aramaye rimasero indipendenti. Nonostante ciò, fu riconosciuto un legame speciale tra la diocesi di Seleucia-Ctesifonte e quella di Kashkar. 
Al sinodo convocato da Mar Yab-Alaha I nel 420 le diocesi del Beth Aramaye furono sottomesse alla diretta autorità del “gran metropolitano”. Altri atti sinodali redatti durante il V secolo parlano dell'esistenza di una “provincia del patriarca”, nota anche come “grande eparchia”. Nel 424 la Chiesa d'Oriente, riunita in concilio, sancì la propria indipendenza e autonomia dottrinale. Al concilio di Seleucia-Ctesifonte del 486 avvenne la separazione definitiva dal Patriarcato di Antiochia.
In seguito questa autorità metropolitana dei vescovi di Seleucia-Ctesifonte sulle diocesi del Beth Aramaye non sembra sia più stata messa in discussione. Secondo Elia di Damasco, che scrisse alla fine dell'VIII secolo, Seleucia-Ctesifonte ebbe, nel corso della sua storia, tredici diocesi suffraganee: Kashkar, Tirhan, Dair Hazql, Hirta, Anbar (Piroz Shabur), al-Sin (Shenna d'Beth Ramman), ʿUkbara, al-Radhan, Nifr, al-Qasra, Beth Daraye e Beth Kusaye, ʿAbdasi (Nahargur) e al-Buwazikh (Konishabur o Beth Waziq).
Il patriarca Hnan-Isho II (773-80) trasferì la sede patriarcale a Baghdad, divenuta la nuova capitale del califfato abbaside. Tuttavia i patriarchi hanno sempre mantenuto, fino ad oggi, il titolo di vescovi di Seleucia-Ctesifonte.

## Cronotassi degli arcivescovi
- Papa bar Aggai † (circa 280 consacrato  - dopo il 325 deceduto)
  - Sede vacante
- Simone bar Sabbae † (dopo il 328 - 17 aprile 341 deceduto)
- San Shahdost † (circa 341-343)
- Bar Bashmin † (343/346 - 352/360)
  - Sede vacante
- Toumarsa † (dopo il 360 - dopo il 367)
- Qayyuma † (dopo il 369 - 399 dimesso)
- Isacco † (399 - fine del 410 deceduto)
- Ahai † (411 - 415 deceduto)
- Yab-Alaha I † (415 - inizio del 420 deceduto)
- Mana † (420 - 420 deposto)
- Farbokht † (420 - 421 deposto)
- Dadisho I † (421 - 456 deceduto)
- Babowai † (457 - maggio/giugno 484 deceduto)
- Acacio † (485 - 495/496 deceduto)
- Babai † (circa ottobre 497[2] - 502/503 deceduto)
- Shila † (505 - 522/523 deceduto)
- Elisha (Eliseo) † (524 - circa 537 deposto)
  - Narsai (Narses) † (524 - circa 535 deceduto) (antivescovo)
- Paolo † (circa 537 - circa 537/538 deceduto)
- Aba I † (gennaio 540 - 29 febbraio 552 deceduto)
- Giuseppe † (552 - 567 deposto)
- Ezechiele † (febbraio 567[3] - circa 581 deceduto)
- Ishoʿyahb I † (582 - 595 deceduto)
- Sabrisho I † (596 - 604 deceduto)
- Gregorio † (aprile 605 - 609 deceduto)
  - Sede vacante (609-628)
- Ishoʿyahb II † (628 - 644 o 646 deceduto)
- Emmeh † (644 o 647 - 647 o 650 deceduto)
- Ishoʿyahb III † (649 - 659 deceduto)
- Giorgio I † (661 - 680/681 deceduto)
- Giovanni I bar Marta † (680/681 - 683 deceduto)
  - Sede vacante
- Hnan-Isho I † (685/686 - 699/700 deceduto)
  - Giovanni il Lebbroso † (691 - 692/693 deceduto) (intruso)
  - Sede vacante (700-714)
- Slibaʿzkha † (714 - 728 deceduto)
  - Sede vacante (728-731)
- Pethion † (731 - 740 deceduto)
- Aba II † (740 - 751 deceduto)
- Surin † (12 aprile 754 - 26 maggio 754 deposto)
- Giacomo † (754 - 773 deceduto)
- Hnan-Isho II † (773 - 780 deceduto)

Hnan-Isho II trasferì la sede patriarcale a Baghdad.